# HD현대에너지솔루션
HD현대에너지솔루션 주식회사(영어: HD Hyundai Energy Solutions)는 HD현대 계열의 태양 에너지 기업이다.